# 头巾雪蛤
头巾雪蛤（学名：Clausinella tiara），是帘蛤目帘蛤科雪蛤属的一种。主要分布于中国大陆，常栖息在潮间带至潮下带30-80米。